# Actinoptera vinsoni
Actinoptera vinsoni är en tvåvingeart som beskrevs av Munro 1946. Actinoptera vinsoni ingår i släktet Actinoptera och familjen borrflugor.
Artens utbredningsområde är Mauritius. Inga underarter finns listade i Catalogue of Life.